# Монте Сан Пиетро
Мо̀нте Сан Пиѐтро (на италиански: Monte San Pietro, на местен диалект Måunt San Pîr, Маунт Сан Пир) е община в северна Италия, провинция Болоня, регион Емилия-Романя. Разположена е на 112 m надморска височина. Населението на общината е 10 956 души (към 2010 г.).
Административен център на общината е градчето Калдерино (Calderino).